# Anthony Holland
Anthony Holland (New York, 3 marzo 1928 – New York, 9 luglio 1988) è stato un attore statunitense.
Noto soprattutto per le sue esibizioni comiche in teatro, cinema e televisione.

## Biografia
Holland si è laureato all'Università di Chicago e ha studiato recitazione con Lee Strasberg negli anni '60. Era uno dei membri originali del gruppo di commedia improvvisazione di The Second City.
Nel 1987, è apparso nell'adattamento di Martha Clarke di diverse storie di Franz Kafka, The Hunger Artist, per il quale ha vinto il critico teatrale del New York Times di Frank Rich.
Le sue apparizioni cinematografiche incluse del 1979 Bob Fosse film All That Jazz, la versione originale del 1970 Neil Simon - The Out-of-provinciale a New York, Byne Bye Bye Bye Braverman di Sidney, Alan J. Pakula's Klute e Paul Il film di Mazursky del 1982 Tempest. Inoltre è apparso in serie televisive tra cui Columbo, The Mary Tyler Moore Show, M * A * S * H, Hill Street Blues e Cagney e Lacey. Nel 1973 ha recitato accanto a Bernadette Peters e Carl Ballantine nella commedia musicale speciale ABC Break Up.
Holland si è suicidato nel 1988. Era malato di AIDS.

## Filmografia parziale
- Goldstein (1964)
- ABC Stage 67 – serie TV, episodio 1x12 (1966)
- Fearless Frank (1967)
- Bye Bye Braverman (1968)
- Where It's At (1969)
- Midnight Cowboy (1969)
- Popi (1969)
- The Virgin President (1969)
- The Out-of-Towners (1970)
- Lovers and Other Strangers (1970)
- The Anderson Tapes (1971)
- Klute (1971)
- Hammersmith Is Out (1972)
- Parades (1972)
- Hearts of the West (1975)
- Lucky Lady (1975)
- The Sentinel (1977)
- House Calls (1978)
- Rush It (1978)
- King of the Gypsies (1978)
- All That Jazz (1979)
- Oh Dio! Libro II (1980)
- Tempest (1982)
- The Lonely Lady (1983)
- Walls (1984)
- Wise Guys (1986)
- High Stakes (1986)
- The Christmas Star (1986)
- Miami Vice – serie TV, episodio 4x13 (1988)